# Tanaporn Polrueng
Tanaporn Polrueng (taj.: ธนาภรณ์ พลเรือง; ur. 4 lutego 1994 w Tajlandii) – tajska siatkarka grająca jako przyjmująca. Obecnie występuje w drużynie Chang Bangkok.